# This Is Me (песен от Кемп Рок)
This Is Me, написан от Анди Дод и Адам Уотс, е четвъртият сингъл от саундтрака на оригиналния филм на Disney Channel Кемп Рок, изпълнен от Деми Ловато и Джо Джонас. Издаден е на 17 юни 2008 в дигиталния магазин на iTunes. Концертна версия на песента е включена и в Джонас Брадърс: 3D концертът.

## Информация за песента
This Is Me e първата песен, която Мичи Торес, героинята на Деми Ловато, пее в Кемп Рок заедно с героя на Джо Джонас, Шейн Грей. Мичи пише песента в началото на филма и по-късно Шейн я чува да я пее (в акустична версия на пиано), но не я вижда, и това го подбужда да започне да търси момичето с невероятния глас. След като повечето изпълнители на „Последния концерт“ минават, Мичи изпява „This Is Me“ и когато Шейн я чува, той се присъединява към нея, изпявайки част от „Gotta Find You“, която самия той пише по-рано. В оригиналния саундтрак към филма е включена комбинирана версия на двете песни.
Официалният видеоклип към песента представлява откъс от филма и получава премиерата си по Disney Channel на 12 юни 2008.

## Позиции в касации
| Класация                     | Позиция |
| ---------------------------- | ------- |
| Billboard Hot 100            | 9       |
| Топ 20 сингли Норвегия       | 12      |
| Топ 100 сингли Канада        | 16      |
| Топ 75 сингли Австрия        | 18      |
| Топ 50 сингли Ирландия       | 27      |
| Топ 75 сингли Великобритания | 33      |
| Топ 100 сингли Германия      | 36      |
| Топ 75 сингли Швейцария      | 39      |
| Tоп 50 сингли Австралия      | 46      |

### Годишни класации
| Класация                     | Позиция |
| ---------------------------- | ------- |
| Класация на синглите Унгария | 109     |

## Lo Que Soy
Lo Que Soy (в превод: „Това, което съм“) е испанската версия, която Деми записва на песента. Включва я в специалното издание на собствения си албум, Don't Forget. Песента включва и частта от „Gotta Find You“, но Джо Джонас не участва.
Видео клипът към песента е режисиран от Едгар Ромеро и представлява кадри на Деми, която свири на пиано, както и откъси от филма. Пуснат е по Disney Channel Испания, Португалия и в някои държави в Южна Америка.

## Версии
- Disney Girlz Rock, Vol. 2: включва удължена акустична версия, изпълнена от Деми Ловато
- Music from The 3D Concert Experience: саундтракът към Джонас Брадърс: 3D концертът включва концертна версия на песента, изпълнена от Деми Ловато и Джо Джонас
- Disney Channel Playlist: оригиналната версия на песента е включена в тази компилация
- Холи Хъл записва версия на песента като награда за спечелването на My Camp Rock, предаване във Великобритания, в което участниците се състезават за възможността да запишат песен от филма заедно с видеоклип
- Във френското издание на саундтрака към филма е включена и френска версия от Sheryne, прекръстена на „Etre Moi“, към която има и записан видеоклип
- Луси Джоунс от The X Factor изпълнява песента в петата седмица на предаването
- През 2011 рапърът Бизи Круук използва откъси от песента